# الدوري الكويتي 2002–03
أقيمت بطولة الدوري الكويتي الحادية والأربعين في موسم 2002/2003، وقد شارك في البطولة 8 فرق، وقد أحرز نادي القادسية الكويتي لقب البطولة للمرة التاسعة في تاريخه.

## ترتيب الفرق
| الفريق                | لعب | فاز | تعادل | خسر | له | عليه | النقاط |
| --------------------- | --- | --- | ----- | --- | -- | ---- | ------ |
| نادي القادسية الكويتي | 14  | 9   | 1     | 4   | 22 | 12   | 28     |
| نادي العربي الكويتي   | 14  | 7   | 5     | 2   | 21 | 12   | 26     |
| نادي كاظمة            | 14  | 7   | 3     | 4   | 14 | 7    | 24     |
| نادي الكويت           | 14  | 6   | 4     | 4   | 25 | 16   | 22     |
| نادي السالمية         | 14  | 5   | 4     | 5   | 23 | 23   | 19     |
| نادي الشباب الكويتي   | 14  | 4   | 4     | 6   | 14 | 18   | 16     |
| نادي النصر الكويتي    | 14  | 4   | 2     | 9   | 20 | 27   | 14     |
| نادي الساحل الكويتي   | 14  | 1   | 3     | 10  | 17 | 41   | 6      |

## أرقام من البطولة
- أكثر الفرق تحقيقا للفوز هو نادي القادسية الكويتي ب9 انتصارات.
- أقل الفرق تحقيقا للفوز هو نادي الساحل الكويتي بفوز واحد.
- أكثر الفرق تحقيقا للتعادل هو نادي العربي الكويتي ب5 تعادلات.
- أقل الفرق تحقيقا للتعادل هو نادي القادسية الكويتي بتعادل واحد.
- أكثر الفرق تعرضا للهزيمة هو نادي الساحل الكويتي بعشرة هزائم.
- أقل الفرق تعرضا للهزيمة هو نادي العربي الكويتي بهزيمتين.
- أكثر الفرق تسجيلا للأهداف هو نادي الكويت ب25 هدف.
- أقل الأندية تسجيلا للأهداف هما نادي كاظمة ونادي الشباب الكويتي ب14 هدف.
- أكثر الفرق استقبالا للأهداف هو نادي الساحل الكويتي ب41 هدف.
- أقل الأندية استقبالا للأهداف هو نادي كاظمة ب7 أهداف.